# Astral Projection
Astral Projection (Э́страл Проже́кшн) — израильский музыкальный дуэт, играющий в стиле гоа-транс.

## Значение названия
Первый вариант названия SFX был образован от сокращения, означающего Sound Effects. Второй и текущий вариант названия дословно переводится с английского как Астральная проекция (оккультный термин, связанный с представлением о выходе за пределы физического тела некоего нематериального «астрального тела»).

## История
Проект был создан в 1989 году Ави Ниссимом и Лиором Перлмуттером, первоначально он носил название SFX. Выступали они в основном в «андеграунде», и добились первого успеха в 1991 с синглом Monster Mania. Дуэт в 1992 году переехал в США, где они выпустили сингл JBIE под своим собственным лейблом "XRave Records". Но не добившись особого успеха, в 1993 Ниссим вернулся в Израиль, где сначала работал с Янивом Хавивом (Yaniv Haviv), с которым они пробовали в 13 лет свой первый проект "Paradox", и Гаем Себбагом (Guy Sebbag). Вместе они выпустили сингл — Another World. В начале 1994 Лиор вернулся, и ребята, называя себя все ещё SFX, выпустили свой первый сборник Trust in Trance Vol. 1. После чего Гай покинул коллектив. В 1995 ребята, наконец, открыли свою собственную профессиональную студию, на которой уже под названием Astral Projection выпустили свой второй сборник Trust in Trance vol. 2, который вошёл в список самых продаваемых альбомов в Израиле, заняв там вторую строчку. Тогда проект Astral Projection представлял собой трио, в которых входили Ави Ниссим, Лиор Перлмуттер и Янив Хавив. Первым же диском, полностью составленным из треков Astral Projection, стал The Astral Files. Немногим позже японская студия "Avex Records" выпустила сборник The Mix, составленный из ремиксов Ави на лучшие треки Astral Projection. К концу 1997 года коллектив выпускает Dancing Galaxy. К этому времени Хавив изменил свои взгляды в музыке и уже покинул группу, так Astral Projection стал дуэтом Ниссима и Перлмуттера. В 1998 году ребята выпустили под прежним названием SFX альбом —- The Unreleased Tracks 89—94, в который вошли все их ранние хиты. В самом начале 1999 года они выпустили сборник Trust in Trance — The Next Millenium, в который вошли несколько новых треков, а также часть ремиксов на старые. В феврале 1999 года выпущен сборник Another World, который содержал ремикс на одноимённый сингл, а также ремиксы на Trllithon's Trance Dance. В мае 2000 года Astral Projection выпускает диск In the Mix, который благодаря плавному переходу между треками представляет собой 160 минут беспрерывного и незабываемого музыкального приключения с Astral Projection.
Astral Projection были в числе музыкантов, выступавших в Израиле на фестивале Universo Parallelo, на который было совершено нападение из близлежащего сектора Газы в октябре 2023 года.

## Состав

### Современный состав
- Ави Ниссим (Avi Nissim) — с 1989 по нынешнее время.
- Лиор Перлмуттер (Lior Perlmutter) — 1989—1992, с 1994 — по нынешнее время.

### Бывшие участники
- Янив Хавив (Yaniv Haviv) — 1993—1995
- Гай Себбаг (Guy Sebbag) — 1993

## Дискография

### Студийные альбомы
- Trust in Trance Vol. 1 (Phonokol, 1994)
- Trust in Trance Vol. 2 (Phonokol, 1995)
- Trust in Trance Vol. 3 (TIP Records, 1996)
- The Astral Files (Transient Records, 1996)
- Dancing Galaxy (Transient Records, 1997)
- The Unreleased Tracks 89-94 (1998)
- Trust in Trance - The Next Millenium (1999)
- Another World (Transient Records, 1999)
- In the Mix (2000)
- Amen (Transient Records, 2002)
- Ten (Transient Records, 2004)
- Atomic Pulse - Music Factory (PLANET B.E.N. Records, 2012)